# 海尔智家
海尔智家（全称：海尔智慧家庭，原称：青岛海尔；上交所：600690、港交所：6690）是海尔集团（海尔电器）旗下在上海证券交易所上市的公司，主要產品為白色家电及小家电。

## 历史
1993年11月19日，青岛海尔在上海证券交易所上市交易。
2013年9月29日，私募基金KKR斥資約34億元人民幣（約合5.56億美元）入股海爾電器（1169）母公司上海A股青島海爾10%的股份，雙方將建立戰略合作夥伴關係。
2019年6月5日，青岛海尔改名為海尔智家。
2020年12月初，海爾智家以2,448,279,814 股H股 （每股人民幣1.00元 ） 以介紹方式在香港聯合交易所主板上市，跟隨前上市公司海爾電器私有化通過後，由中金公司和摩根大通聯席保薦人。
2020年12月22日，海爾智家會跟隨旗下海爾電器撤銷港交所上市後，以介紹形式上市，代碼為6690。